# La Vendeuse des galeries
Pour les articles homonymes, voir Becky (homonymie).
Pour plus de détails, voir Fiche technique et Distribution.
La Vendeuse des galeries (Becky) est un film américain réalisé par John P. McCarthy et sorti en 1927.

## Synopsis
Rebecca est une jeune vendeuse qui a une opportunité pour se produire à Broadway ; elle séduit un playboy, qui finalement la rejette.

## Fiche technique
- Titre original : Becky
- Réalisation :  John P. McCarthy
- Scénario : Marian Constance Blackton, Joseph W. Farnham d'après une histoire de Raynor Selig
- Photographie : John Arnold
- Montage : John English
- Durée : 7 bobines[1]
- Production : Liberty Pictures
- Distributeur : Metro-Goldwyn-Mayer
- Dates de sortie :  
  - États-Unis : 12 novembre 1927
  - Royaume-Uni : 21 juillet 1927

## Distribution
- Sally O'Neil : Rebecca O'Brien McCloskey
- Owen Moore : Dan Scarlett
- Harry Crocker : John Carroll Estabrook
- Gertrude Olmstead : Nan Estabrook
- Mack Swain : Irving Spiegelberg
- Claude King : Boris Abelard

## Autour du film
Le film, malgré une intrigue située à Broadway, utilise la salle du El Capitan Theatre à Hollywood comme décor,. Le film est produit par Liberty Pictures connu pour faire partie des studios du Poverty Row.